# Phryné devant l'aréopage
Phryné devant l'aréopage est une huile sur toile du peintre français Jean-Léon Gérôme, conservée à la Kunsthalle de Hambourg en Allemagne.
Elle a été exposée au Salon de 1861 en même temps que Rachel, « La Tragédie », Socrate venant chercher Alcibiade chez Aspasie et Les Deux Augures.

## La scène
Il dépeint Phryné, une courtisane légendaire de la Grèce antique, jugée pour impiété. Elle aurait profané les Mystères d'Éleusis. Lorsqu'il lui apparait que le verdict pourrait bien être défavorable, son avocat Hypéride retire la robe de sa cliente et expose sa poitrine nue devant l'assemblée des juges, composant l'aréopage. Elle est alors acquittée.
Cette histoire est présente dans l'ouvrage d’Athénée de Naucratis et a pu être enjolivée. Athénée rapporte qu'Hypéride était l'un des amants de Phryné, et détaille sa péroraison habile où l'orateur fit valoir la beauté sacrée de l'accusée, peut-être (si l'on en croit Athénée ou sa source) en la parant du titre pompeux d'« interprète et sacristine d'Aphrodite » (ὑποφῆτιν καὶ ζάκορον Ἀφροδίτης). Hypéride suscita ainsi dans le jury un mélange de pitié et de crainte religieuse (Athénée ne parle pas d'admiration ou de trouble des sens) qui entraîna la clémence : Phryné fut acquittée.
Le décor est dans le fond composé en haut d'une frise de danseuses habillées en noir, inspirée de décor Napolitain et en dessous se trouve une fresque guerrière inspirée de celle de la bataille d'Issos. À gauche, une représentation de la lutte légendaire entre Athéna et Poséidon. Au premier plan se trouve un autel avec l'inscription ἈΘΗΝΗ, recouverte d'une gravure de branche d'olivier et soutenant une statuette chryséléphantine d'Athéna promachos archaïsante dorée avec à ses pieds une vraie branche d'olivier. 
La signature de l'artiste se trouve en bas à gauche sur la contre-marche : J. L. GEROME et MDCCCLXI sur deux lignes.

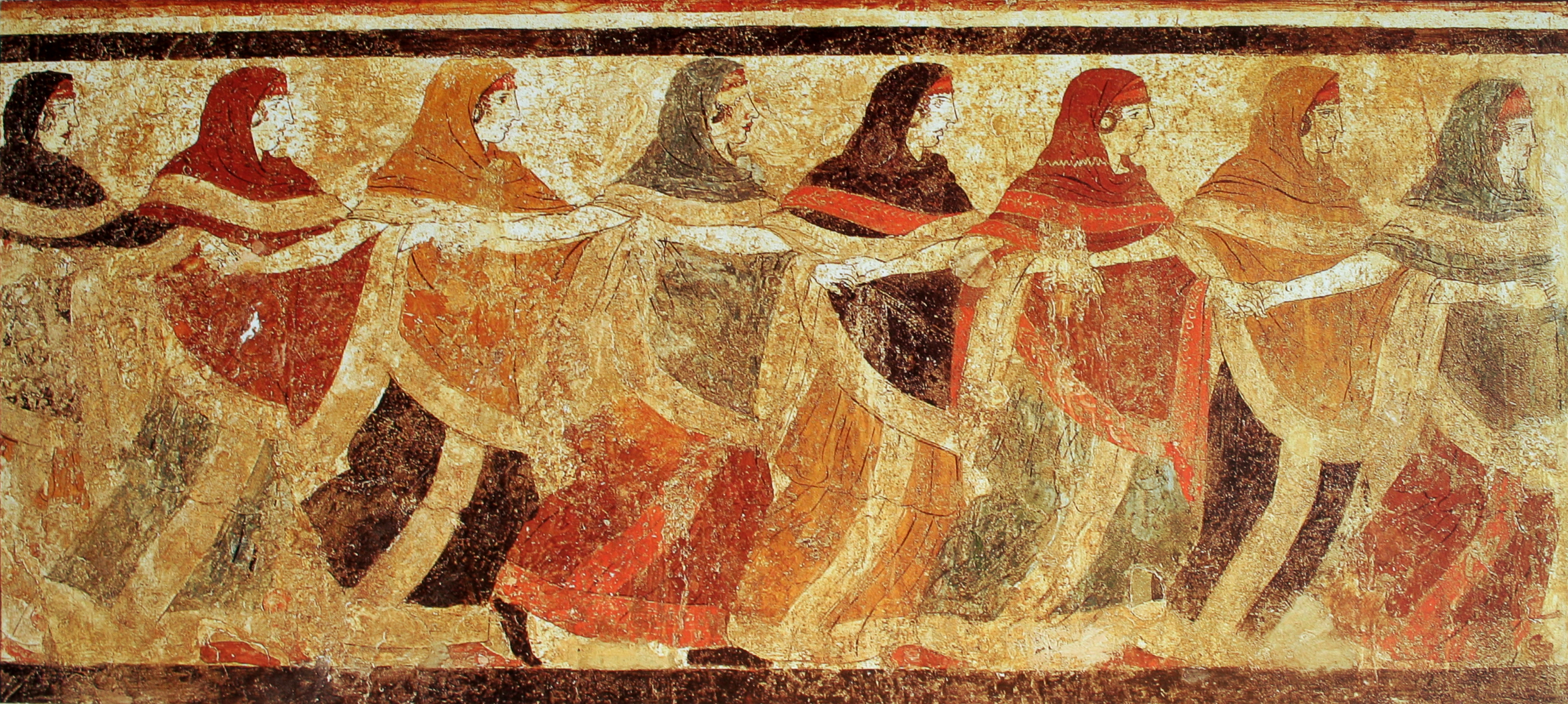
Fresque de la tombe des danseuses de Ruvo di Puglia.
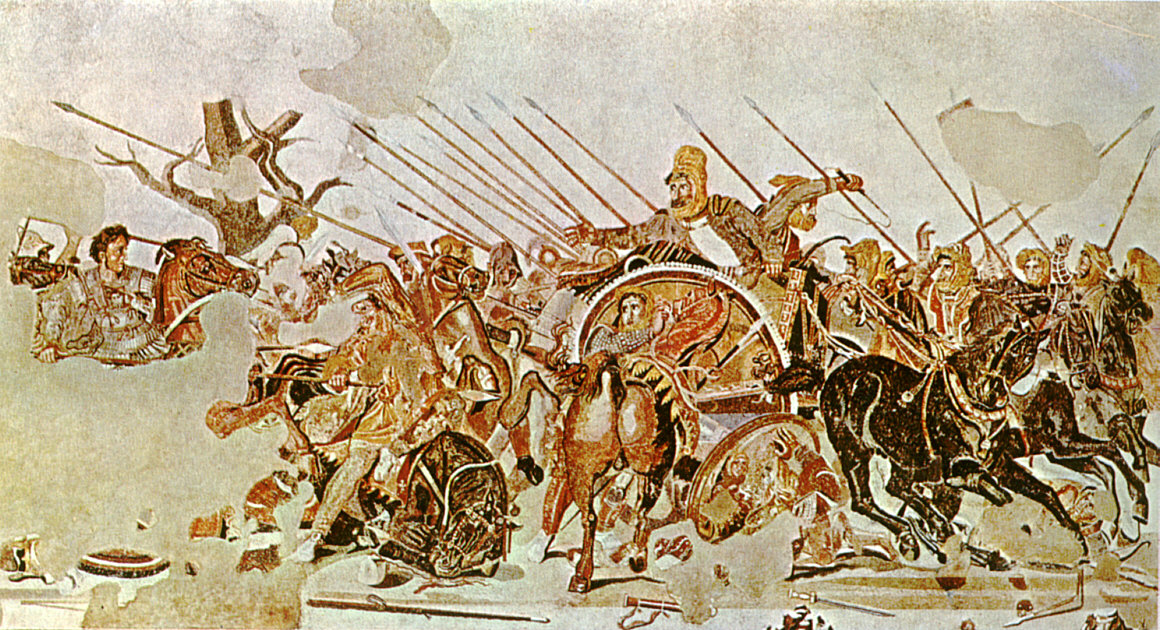
Fresque de la bataille d'Issos.
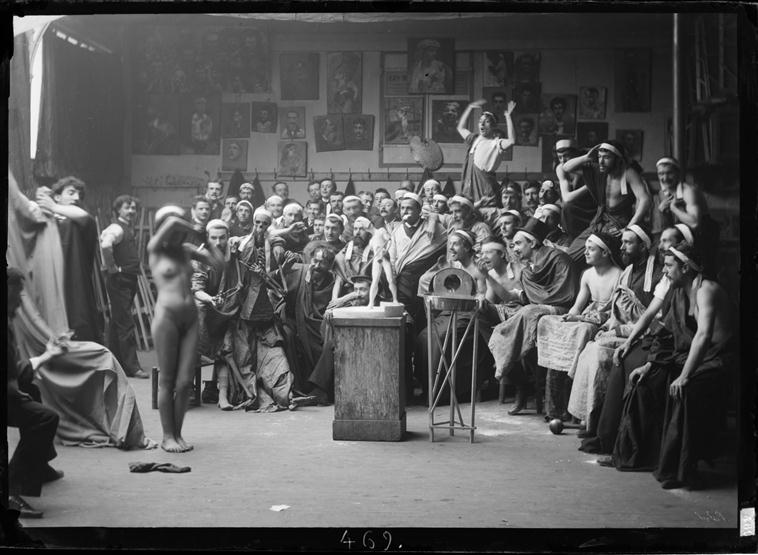
Caricature photographique de George-Daniel de Monfreid.
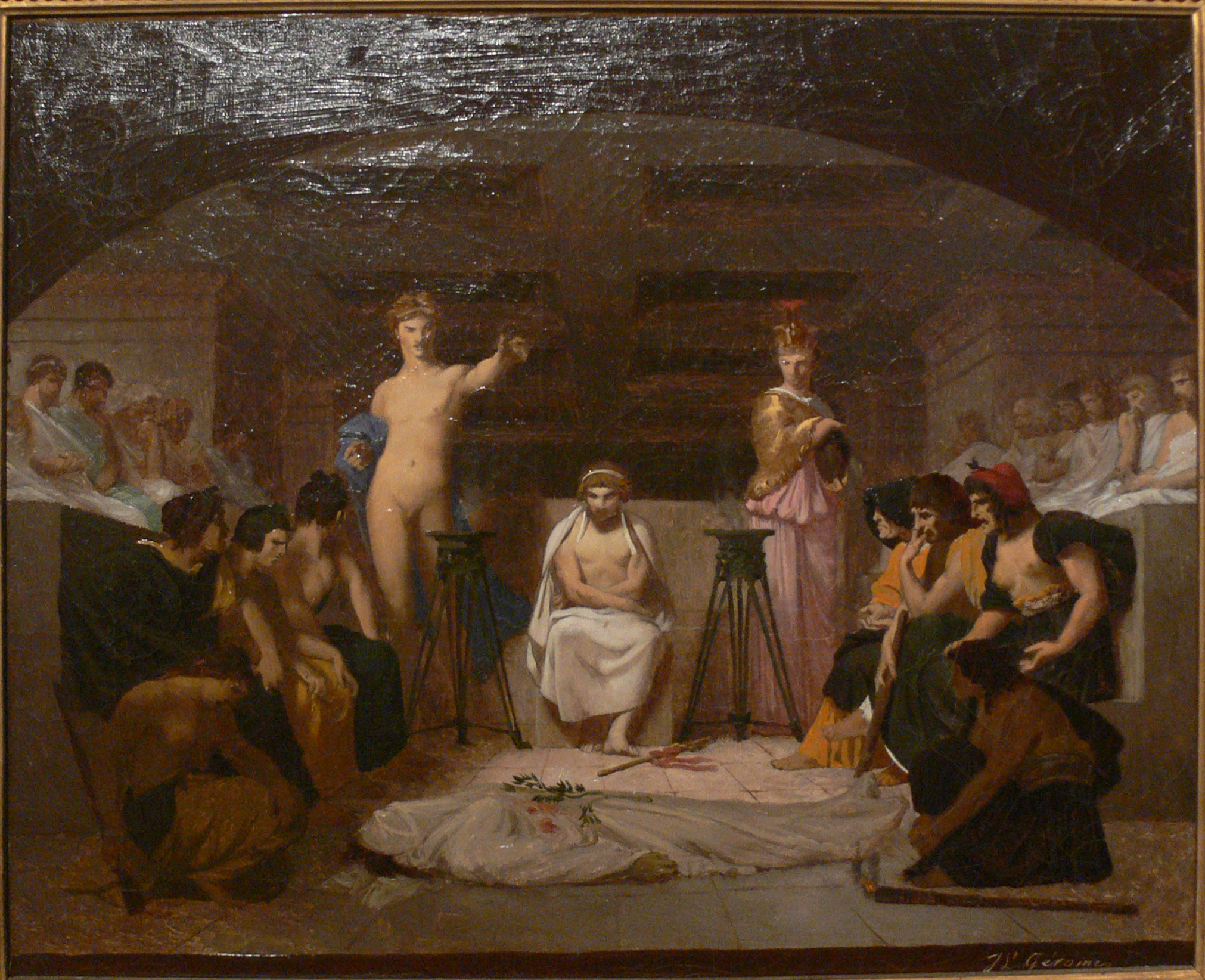
Veillée funèbre (L’Aréopage) de Gérôme.

## Réception
Edgar Degas se montre très critique vis-à-vis du tableau qu'il trouve « scabreux » et « pornographique ». Gérôme n’aurait pas joué en franc-jeu en feignant d’exposer un sujet pudique, prétexte à étaler une nudité.